# رفع القبعات (فلم 1927)
رفع القبعات (بالإنجليزية:Hats Off) كان فيلم كوميدي أمريكي صامت قصير أنتج سنة 1927 بطولة الثنائي لوريل وهاردي.

## طاقم التمثيل
- ستان لوريل
- أوليفر هاردي
- أنيتا جارفين
- جيمس فينلايسون
- دوروثي كوبيرن
- تشيت براندنبيرج
- سام لوفكين
- هام كينزي

## وصلات خارجية
- مقالات تستعمل روابط فنية بلا صلة مع ويكي بيانات
- A reconstruction of Hats Off على يوتيوب